# Kickboxing bando
Kickboxing bando é a forma moderna e esportiva da arte marcial birmanesa lethwei, e é conhecido na Europa como "boxe birmanês a quatro armas".

## Características
Foi criado nos Estados Unidos no começo dos anos 1960.[carece de fontes?] Luta-se com os pés e com os punhos (cobertos com luvas) num ringue. A partir dele naceram nos anos 1970, várias formas de karate full contact e de kickboxing americano.[carece de fontes?]

## Estilos
Existe, em competição, duas formas de luta:
- O kickboxing bando de semi-contato (semi-contact) onde os golpes tocam somente o oponente para não feri-lo;

- O kickboxing bando de contato pleno (full contact) onde são aceitáveis os golpes potentes, destinado aos adultos que são mais peritos. De acordo com a idade e com o nível técnico, as regras e as condições de competição são variáveis: particularmente, mudam as técnicas autorizadas e proibidas, o tempo de luta, o tipo de superfície de luta (tapete ou ringue) e o uso de certas proteções (capacete, plastron (protetor da caixa e do abdômen), caneleiras, botas, entre outros).